# Harmalianodes furcata
Harmalianodes furcata är en insektsart som beskrevs av Asche 1988. Harmalianodes furcata ingår i släktet Harmalianodes och familjen sporrstritar. Inga underarter finns listade i Catalogue of Life.